# Руськоіванівка
Руськоіванівка (до 1889 року — Іванівка) — село в Україні, у Старокозацькій сільській громаді Білгород-Дністровського району Одеської області. Населення — 1613 осіб.

## Населення
За переписом 1989 року населення села становило 1801 особа, з яких 806 чоловіків та 995 жінок.
За переписом населення 2001 року в селі мешкало 1609 осіб.

## Мова
Розподіл населення за рідною мовою за даними перепису 2001 року:
| Мова       | Відсоток |
| ---------- | -------- |
| російська  | 88,28 %  |
| українська | 8,37 %   |
| молдовська | 2,91 %   |
| болгарська | 0,19 %   |
| гагаузька  | 0,06 %   |